# Рубин (миннезингер)
Рубин (нем. Herr Rubin) — немецкий миннезингер XIII века. В его творчестве заметно влияние нескольких миннезингеров. Является представителем Классического миннезанга.

## Биография
Жил в XIII веке.
Возможно был современником Вальтера фон дер Фогельвейде, ранние песни Рубина написаны безусловно до смерти Фогельвейде.
Неизвестно к какому роду принадлежал Рубин: выдвигались теории, что он был членом министерской тирольской семьи Валльнеров, но кое-кто[кто?] был против этой версии. А в одной из работ было подписано: «Рубин фон Рюдегер».
В песнях Рубина заметно влияние некоторых миннезингеров, таких как Вальтер фон дер Фогельвейде и Готфрид фон Нейфен. Рубин, возможно даже был учеником одного из них.
Стихи Рубина были долгое время были неизвестны широкой аудитории, никакие из строф этого миннезингера не дали влияние другим певцам XIII века.
Скончался Рубин, возможно, в нищете, о его последних днях мало известно.

## Творчество
Сочинил 64 строфы, в которых замечается влияние некоторых миннезингеров, в том числе Вальтера фон дер Фогельвейде, который был очень популярным певцом, а также Вольфрама фон Эшенбаха.
Музыкальное наследие написано в Манесском Кодексе.